# سرزمین میانه: سایه موردور
سرزمین میانه: سایه‌های موردور (انگلیسی: Middle-earth: Shadow of Mordor) یک بازی ویدئویی در سبک اکشن ماجراجویی است که توسط برادران وارنر. اینتراکتیو اینترتیمنت منتشر شد. سرزمین میانه: سایه‌های موردور» در پلت‌فرم‌های پلی‌استیشن ۴، اکس‌باکس وان، پلی‌استیشن ۳، اکس‌باکس ۳۶۰، و مایکروسافت ویندوز منتشر شده‌است.
قهرمان بازی، تالیون که خانواده خود را توسط سارون از دست داده‌است، جان خود را فدای انتقام از او می‌کند. در این راه روح یک پادشاه الف که سازنده حلقه‌های قدرت است، کلمبریمور، به او کمک می‌کند. به لطف کمک‌های کلمبریمور، تالیون قدرت‌ها و توانایی‌های خاصی پیدا می‌کند و راهی سرزمین موردور می‌شود. مسئولیت اصلی او، کشتن فرماندهان قدرتمند سپاه سائورون است.